# Tom Van Avermaet
Tom Van Avermaet  (* 22. Juli 1982) ist ein belgischer Filmregisseur, Filmproduzent und Drehbuchautor, der 2013 für einen Oscar nominiert wurde und sich auf Kurzfilme spezialisiert hat.

## Karriere
Van Avermaet absolvierte die Filmschule RITS. Während seines letzten Studienjahrs 2006, welches er mit Auszeichnung abschloss, produzierte er seinen ersten Kurzfilm, Dreamtime – Droomtijd, bei dem er Regie führte, das Drehbuch schrieb, das Set designte und die Funktion des Produzenten übernahm. Der Film lief auf nationalen und internationalen Festivals und gewann zahlreiche Auszeichnungen. Danach arbeitete Van Avermaet als Set-Decorateur für den Kurzfilm Zonder jou.
Für seinen ersten professionellen Kurzfilm Death of a Shadow aus dem Jahr 2012, bei dem unter anderem Matthias Schoenaerts mitspielte, erhielt er mit seiner Kollegin Ellen De Waele bei der Oscarverleihung 2013 eine Nominierung in der Kategorie Bester Kurzfilm. Für diesen Film verfasste Van Avermaet das Drehbuch, führte Regie und war als Produzent tätig.
Van Avermaet gab an, dass er bei all seinen Werken von den großen Surrealisten der internationalen Welt des Kinos wie Guillermo del Toro, Jean-Pierre Jeunet, Terry Gilliam, Tim Burton, Stanley Kubrick und Raoul Servais beeinflusst werde. Des Weiteren würden Fantasie-Geschichten und Comics einen nicht unwesentlichen Beitrag zu seinen Filmen leisten.

## Filmografie
Als Regisseur, Drehbuchautor und Produzent:
- 2006: Droomtijd

Als Regisseur und Drehbuchautor:
- 2006: Selected Shorts #6: The Best Flemish Shorts of 2006
- 2012: Death of a Shadow (Dood van een Schaduw)
- 2013: The Oscar Nominated Short Films 2013: Live Action

Als Set-Dekorateur:
- 2006: Zonder jou